# الانتقائية (طبي)

طلاب يساعدون في إجراء العمليات الجراحية في مستشفى تابع لجامعة خبي الشمالية.

الانتقائية هو موضع مدرج كجزء من شهادة طبية. يُحدد محتوى ووضع الموضع إلى حد كبير من قبل الطالب الذي يقوم به، مع اختيار بعض الطلاب قضائه في بلد مختلف.
ولا تقتصر المواضيع الانتقائية على الشهادات الطببية، حيث العديد من برامج درجة أخرى في مجال الرعاية الصحية تشمل أيضا الانتقائية (مثل التمريض وطب الأسنان والعلاج الطبيعي) والشكل غالبا ما يكون هو نفسه.

## الدوافع
تمثل الإنتقائية فرصة فريدة لطلاب الطب لتجربة الرعاية الصحية في بيئة غير مألوفة لتلك التي اعتادوا على الدراسة فيها، أو في مكان أو مجال ذات أهمية محددة. هذا هو كلاسيكي في بيئة الموارد المنخفضة، ولكن قد يكون أيضا لتجربة مجال متخصص، مكان الطالب يفكر في العمل في المستقبل، أو لمجموعة متنوعة من الأسباب الأخرى.
قد توفر المواضع في الخارج خبرة في الممارسات المختلفة، ولكنها تسمح أيضًا للطلاب بمواجهة حالات طبية أقل استخدامًا لرؤيتها في المنزل. وبالإضافة إلى ذلك، كثيراً ما يصف الطلاب في مراجعة استعادية كيف وسعت أماكن عملهم آفاقهم فيما يتعلق بالقضايا الاجتماعية التي تؤثر على الرعاية الصحية في البلدان النامية. 
قد تسمح المواضع في بيئة متخصصة معينة للطلاب برؤية مسار وظيفي محتمل، أو يسمح للطلاب بالمشاركة في البحث أو تنفيذ علاجات أو ممارسات جديدة.

## الهيكل و التنظيم
عادة ما تُجرى الانتقائية في السنة قبل الأخيرة أو الأخيرة من الدراسة للحصول على درجة طبية، في كثير من الأحيان بعد أن ينهي الطلاب امتحاناتهم النهائية. تحدد الجامعة عادة التواريخ التي يمكن خلالها للطلاب الخوض في الإختيارية.
عادة ما تُرتب الاختيارات بشكل ذاتي بالكامل، مع تنظيم الطالب للسفر والإقامة والتنسيب نفسه وجوانب أخرى مثل تأمين السفر والتأمين التعويضي. في كثير من الأحيان المستشفى سوف تساعد في تنظيم الإقامة، وتغطية التعويض قد تكون تلقائية اعتمادا على سياسة الطالب القائمة. بعض الطلاب توظيف خدمات الشركات المتخصصة في تنظيم الاختيارية الطبية. غالباً ما يتبادل الطلاب خبراتهم على الإنترنت، وتصبح المواضع الجيدة معروفة. يمكن للوجهات الشهيرة أن تملأ 12 شهرًا مقدمًا أو أكثر.

## التكلفة
يحتاج معظم الطلاب إلى تغطية تكاليف السفر والمعيشة، ويحتاج العديد منهم إلى تغطية الإقامة، وبعضهم تُفرض تكاليف إدارية أو رسوم دراسية، والتي يمكن أن تصل إلى 1000 دولار أو أكثر.
العديد من الطلاب يمولون مهاراتهم الاختيارية شخصياً، ولكن المساعدة المالية متاحة في بعض الأحيان في شكل منح مالية أو جوائز أو منح دراسية، سواء من جامعة الطالب أو من الجمعيات أو الشركات الخاصة. في هذه الحالات، قد يطلب الكفيل أن يقوم الطالب بنوع من المشروع أثناء القيام به على الاختيارية لتبرير النفقات.

## المتطلبات
تختلف متطلبات الطلاب من كلية الطب إلى كلية طب أخرى. بعض (مثل جامعة أبردين) تتطلب من الطلاب تقديم مشروع مكتوب كجزء من وضعهم، في حين أن المؤسسات الأخرى تستخدم تقييمات رسمية قليلة.
لا يزال الطلاب يخضعون لجميع المتطلبات الأخلاقية والمهنية التي سيكونون فيها في مؤسستهم الأصلية، مثل اشتراط GMC بأن الطلاب في مدارس الميد البريطانية «يعترفون بكفاءتهم ويعملون في حدودها». من غير الأخلاقي وغير القانوني أن يعمل طلاب الطب غير المسجلين كما لو كان الأطباء، على الرغم من حقيقة أن مستوى مهاراتهم وخبراتهم غالباً ما يكون مشابهاً للمهنيين الذين سيعملون معهم في المواضع.